# Arméns musikkår Norrland
Arméns musikkår Norrland (AMN) var en värnpliktig musikkår som startade sin verksamhet 1993 för att i första hand ansvara för musiken vid förbanden i det norra militärområdet. Från början hette musikkåren Norrlands musikpluton, men man bytte 1994 namn till Arméns musikkår Norrland. Musikkåren var stationerad i Boden och var verksam till och med 2001. Det sista året bedrevs verksamheten med kontraktsanställda musiker.
Förutom verksamheten i det norra militärområdet framträdde även musikkåren i samband med högvakter, statsbesök, med mera. AMN har också genom åren gjort utlandsturnéer till bland annat Norge, Finland, Danmark, Ryssland, Estland, Lettland, Litauen, Frankrike, Tyskland och Belgien. 
AMN omfattade ca 30 musiksoldater, och var således ungefär hälften så stor som Arméns musikkår.

## Diskografi
AMN:s fonogram har utgivits på Försvarsmaktens skivmärke Serpent, mestadels i form av kassettband, men även några CD.
- Musikparad, AMN 1993 samt Arméns musikkår, Livgardets dragontrumpetarkår och Arméns trumkår. Serpent SERCD 4.[2]
- Musik i norr, AMN 1993. Serpent kompaktkassett SERMC 504.[3]
- Norrlandstoner, AMN 1994. Serpent kompaktkassett SERMC 505.[4]
- I midnattssolens land, AMN 1995. Serpent kompaktkassett SERMC 506.[5]
- På post för Sverige, AMN 1996. Serpent SERCD 13.[6]
- Weekend Warriors, AMN 1997. Serpent SERCD 1001.[7]
- Marcietta, AMN 1998–2000. Serpent SERCD 1004.[8]

## Om tillkomsten
| ” | Under utredningens gång kunde det konstateras att man i Stockholm egentligen var måttligt intresserad av ytterligare en värnpliktig musikavdelning i Boden. (...) Under resans gång staplades av naturliga skäl upp en hel del frågetecken och även problem. Beslutsvånda verkade också råda i de högre staberna. Det hela löste sig emellertid både överraskande och snabbt. På sommaren 1992 besökte USA:s försvarsminister, Caspar Weinberger, Sverige och Kiruna. Vid tillfället i fråga hade någon på milostaben försökt beställa en militärmusikkår för att kunna följa det internationella protokollet. Försöket misslyckades – det fanns inga tillgängliga användbara resurser, varken i Stockholm eller hos Norrbottensmusiken. Någon kom då på att man kanske kunde tillfråga Olle Thörnqvist. Resultatet blev att några hemvärnsmusiker och före detta militärmusiker samt några musiklärare ställde upp och bildade en uniformerad militärmusikkår om ca 30 man. (...) Alltnog, musikkårens uppträdande imponerade och Thörnqvist tog chansen, och lyckades få ett samtal med försvarsminister Anders Björck på tu man hand, för att berätta hur illa ställt det egentligen var när det gällde militärmusik i Norrbotten och om vilka goda förutsättningar det fanns att organisera en värnpliktig musikkår i Boden. Sex veckor senare kom regeringsbeslut och uppdraget att organisera en värnpliktig musikkår i Boden var ett faktum. | „ |
| – Ur Göran Ahlman, ”Försvarsmusiken under epoken A8/Fo63 och Fo63”, i Christer Sköld (red.), Fo63. En minnesskrift för, om och av anställda, u.o.: Försvarsmakten, u.å., s. 418f. | |   |